# Manoba junctilinea
Manoba junctilinea är en fjärilsart som beskrevs av George Francis Hampson 1901. Manoba junctilinea ingår i släktet Manoba och familjen trågspinnare. Inga underarter finns listade i Catalogue of Life.